# Спортен интернационал
Спортният интернационал, също Червен спортен интернационал (на руски: Красный спортивный интернационал), съкратено Спортинтерн или КСИ, е международно обединение на селски (земеделски) организации под влияние на Коминтерна.
Създаден е на 23 юли 1921 година като „пролетарска“ алтернатива на съществуващите „буржоазни и социалдемократически“ международни спортни организации. Разпуснат е през април 1937 г.
За времето на своето съществуване Спортинтерн организира игри, наречени спартакиади в противовес на „буржоазните“ олимпийски игри, провеждани от Международния олимпийски комитет.
Спортинтерн е организирал:
- през 1928 г. – всесъюзна лятна спартакиада в Москва с чуждестранно участие;
- през 1928 г. – международна зимна спартакиада в Осло, Норвегия;
- през 1931 г. – международна лятна спартакиада в Берлин, Германия;
- през 1937 г. – международна лятна спартакиада в Антверпен, Белгия.